# 노포역
노포(종합버스터미널)역(Nopo(General Bus Terminal)Station, 老圃驛)은 대한민국 부산광역시 금정구 노포동에 있는 부산 도시철도 1호선의 전철역이자 종착역이다. 이 역에만 지하 구간이다. 이 역과 범어사역 사이엔 일부 지상 구간이 존재한다.

## 역사
- 1981년 6월 23일: 부산 도시철도 1호선 노포동 ~범내골역 구간 착공
- 1986년 12월 19일: 부산 도시철도 1호선 노포동역 추가 개통과 함께 종착역으로 영업 개시
- 2010년 2월 24일: 노포역(老圃驛)으로 역명 변경
- 2018년 3월 28일: 양산 도시철도 노포 ~ 북정 구간 착공
- 2026년 하반기 : 양산 도시철도 노포 ~ 북정 구간 개통과 함께 두 노선의 환승역이 될 예정이다.
- 2031년 부산-양산-울산광역철도 개통예정.

## 개요
범어사역~노포역 구간 중 노포3거리 쪽에 있는 선로 구간은 급커브 구간이므로 25~45 km/h 이하 속도로 서행 운행한다. 이 역과 범어사역 사이에는 1부 지상 구간이 존재한다. 현재 부산 도시철도 1호선의 종점으로, 인근에 노포 나들목, 노포차량사업소, 금정공영차고지가 있다.
양산 도시철도 공사 관계로 일부 출입구가 폐쇄됐으며, 1호선 승강장 옆의 1선만 양산 도시철도가 이용한다. 양산 도시철도 개통 시기에 맞춰 리모델링될 예정이다.

## 특징
경상남도 양산시와 부산광역시 금정구 노포동 시경계에 인접한다. 시외로 나가는 시내버스는 많이 있으나, 부산 시내로는 동래구 방면으로 치우쳐져 있다. 심야 버스가 서면 방향으로 향하기는 하나 부산 도시철도의 막차 시간과 차이가 없기 때문에 이 역에서 부산 도심으로 향하는 수요는 부산 도시철도에 전적으로 의존하고 있다. 또한 노포동이 상당한 외곽 지역이기 때문에, 심야에 부산종합버스터미널로 들어오는 고속버스는 운행 종료 전에 노포 나들목 대신 구서 나들목을 통해 두실역으로 진출해서 승객들을 중간 하차한 후 부산종합버스터미널로 간다. 고속버스와 시외버스가 정차하는 부산종합버스터미널과 연결되어 있어서 시외 교통과 시내 교통의 환승 역할을 하고 있으며, 일부 양산/울산/부산 시내버스의 시종착점으로 쓰이는 광역 환승센터도 마련되어 있다. 반지하의 형태로 되어 있다.

## 역 구조
이 역은 원래 곡선 승강장으로 한 때는 발빠짐 주의 안내방송이 송출되었으나 현재는 송출되지 않는다. 출입구는 3개다. 3번 출입구 및 반지하 연결 통로를 통하여 부산종합버스터미널과 바로 연결된다.

### 배선도
노포역과 노포차량사업소의 배선도는 다음과 같다. 노포역 진입 전에 건넘선이 존재한다. 

### 승강장
2면 2선의 곡선 상대식 승강장을 갖춘 반지하역이며, 반밀폐형 스크린도어가 설치되어 있다.(이 역부터 서면역까지 2면 2선의 상대식 승강장이다.)
| 범어사 ↑  |
| \| 상     |
| 시·종착역 |

| 상행 | ● 부산 도시철도 1호선 | 동래·서면·부산역·신평·다대포해수욕장 방면 |
| 하행 | ● 부산 도시철도 1호선 | 노포기지 입고 열차 당역 종착              |

## 역 주변
- 국도 제7호선
- 청룡노포동
- 선두구동
- 부산컨트리
- 부산종합버스터미널
- 스포원파크
  - 금정체육공원
  - 금정체육관
- 기장·양산 방면
- 부산교통공사 노포차량사업소
- 울산·웅상 방면 버스 타는 곳
- 금정구청년연합회
- 노포소류지
- 노포동 고분군

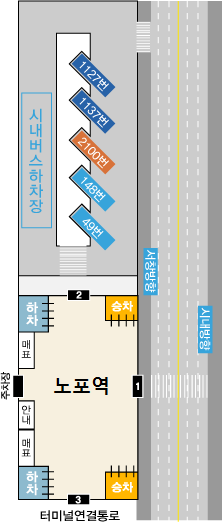
노포역의 구조와 시내버스 하차장

시계와 인접하여 울산광역시, 경상남도 양산시 방면 시내버스가 정차하거나 종점을 두고 있어 시외 방향의 시내버스를 이용하기 위해 이 역을 이용하는 승객이 많다. 2001년에 명륜역 인근에 있던 동부시외버스터미널과 현재의 부산 도시철도 3호선과 부산 도시철도 4호선의 전철역이자 환승역인 미남역 인근에 있던 부산고속버스터미널이 교통 정체를 이유로 부산종합버스터미널로 통합하여 이 역 인근으로 이전하여 시외로 나가는 것이 더욱 편리해졌다.

## 사진

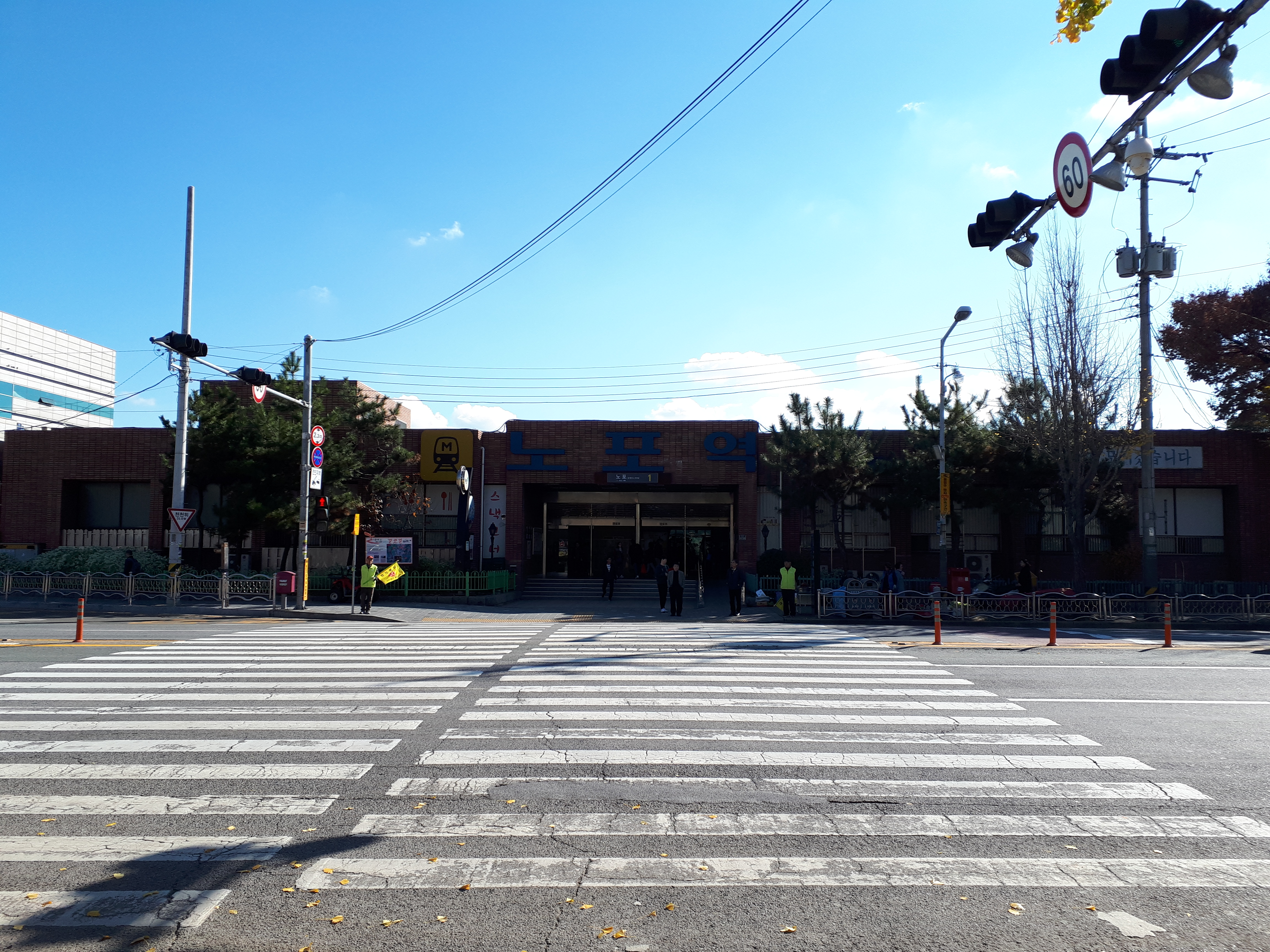
건물 정면
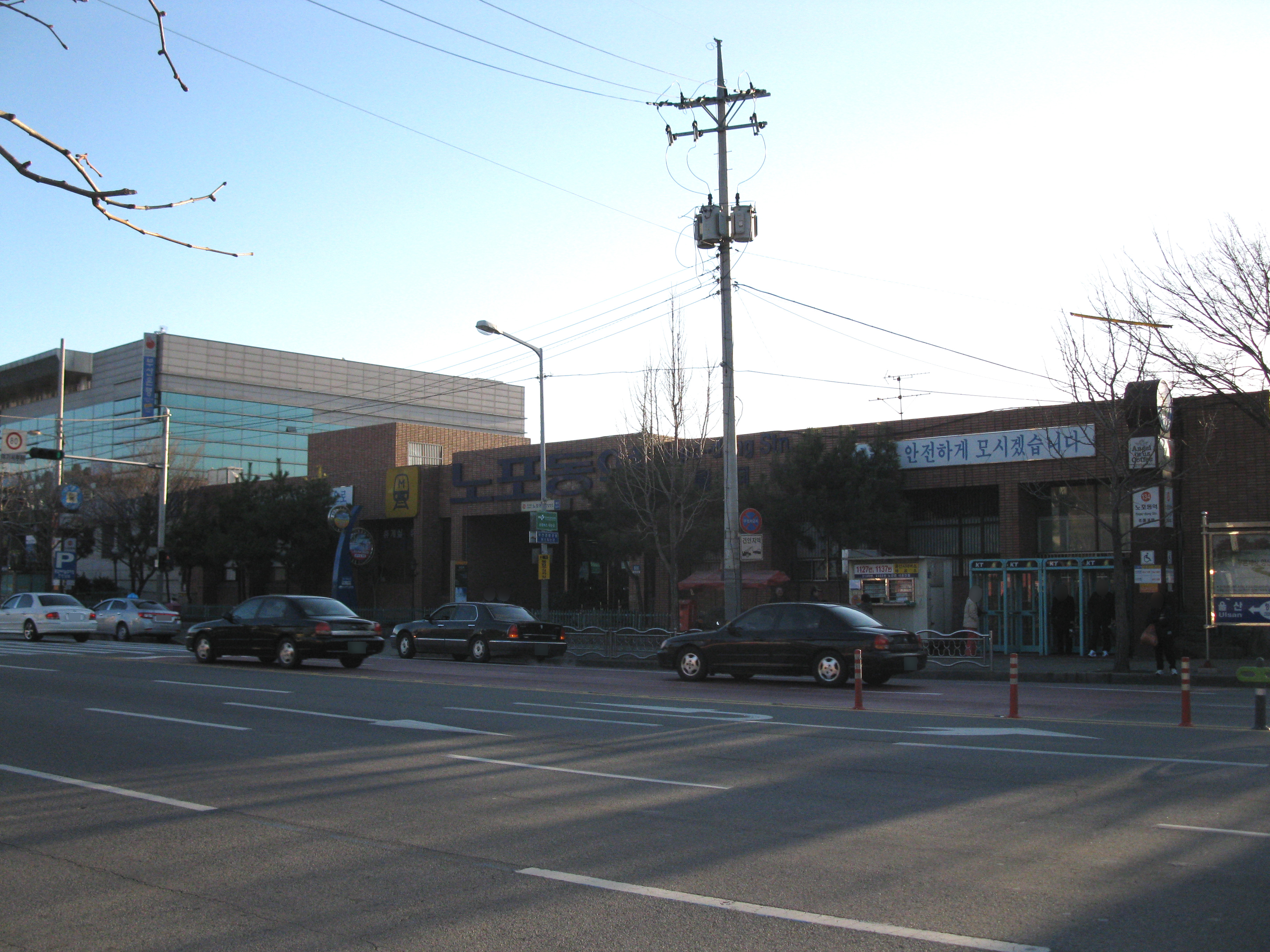
역사(노포동역 시절, 신평역~다대포해수욕장역 구간 연장 개통 전) 양산선 개통 시기에 맞춰 리모델링 공사 중이다.
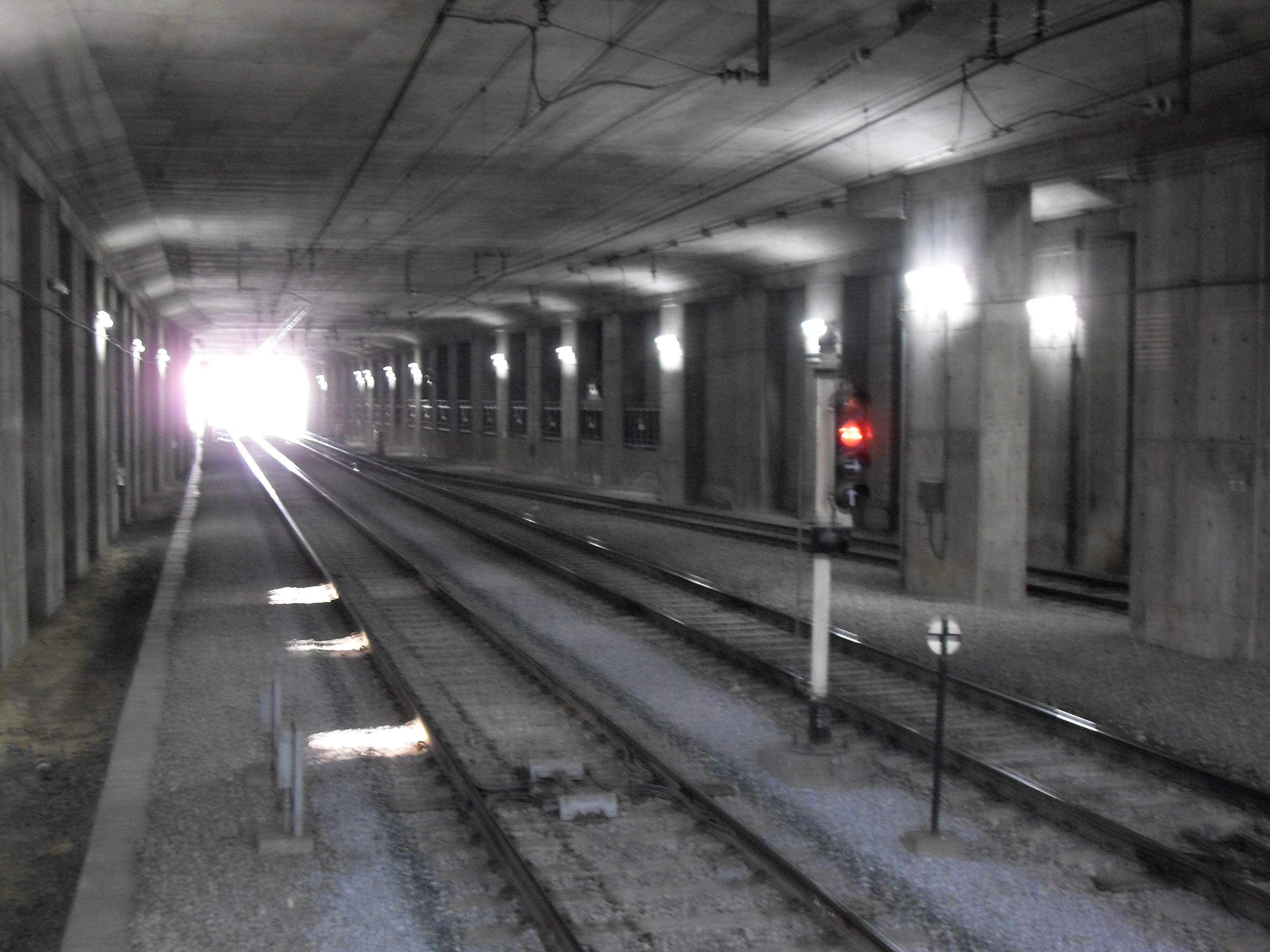
회차선(맨 오른쪽 선로는 노포차량사업소와 연결되어 있다.)
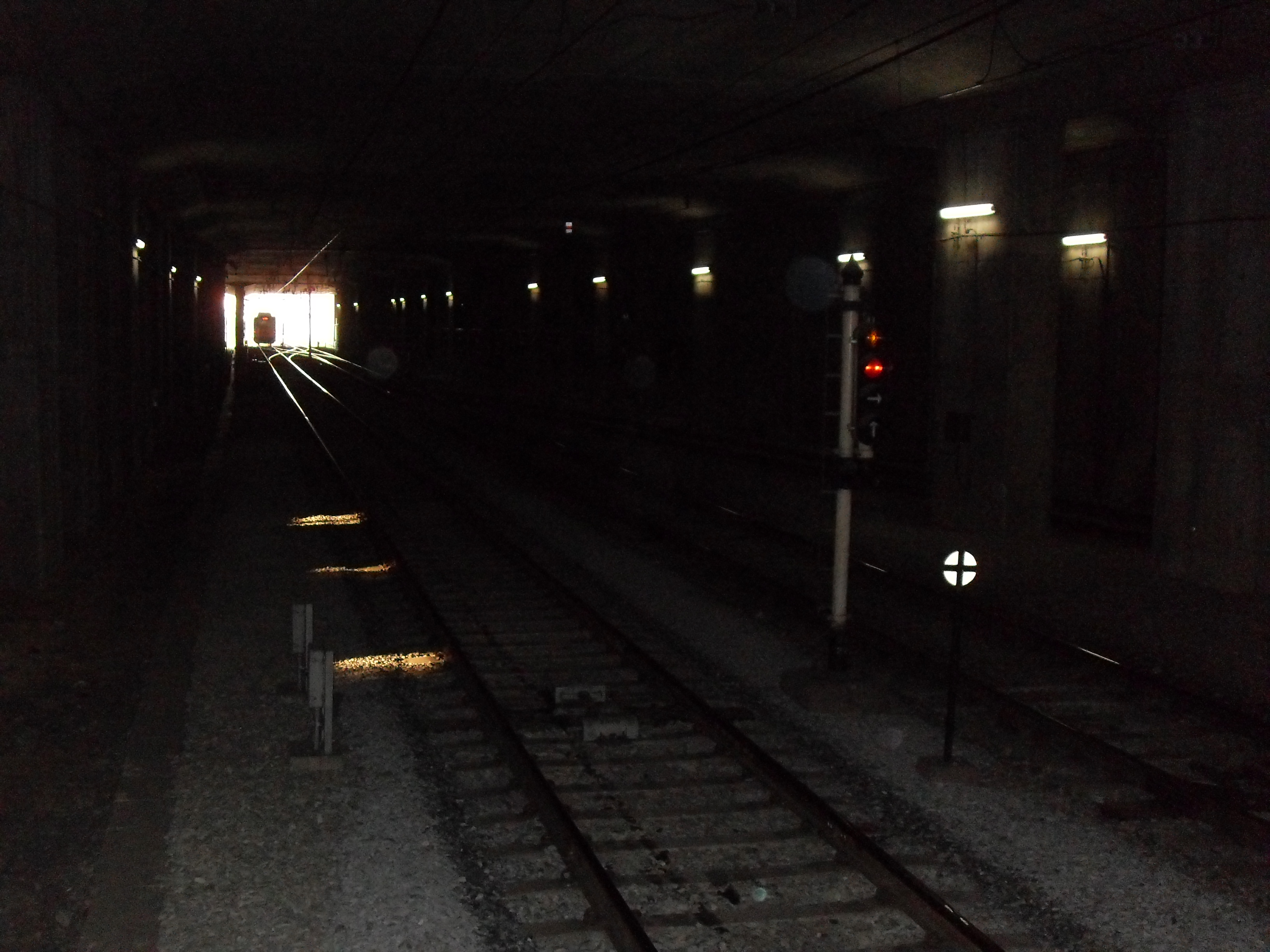
회차선(맨 오른쪽 선로는 노포차량사업소와 연결되어 있다.)

## 승차량 변동
| 노선   | 승차 인원 | 승차 인원 | 승차 인원 | 승차 인원 | 승차 인원 | 승차 인원 | 승차 인원 | 주 석 |
| 노선   | 2002년    | 2003년    | 2004년    | 2005년    | 2006년    | 2007년    | 2008년    | 주 석 |
| ------ | --------- | --------- | --------- | --------- | --------- | --------- | --------- | ----- |
| 1호선  | 15836     | 14245     | 13890     | 14000     | 17499     | 17895     | 19079     | [ 3 ] |
| 2009년 | 2010년    | 2011년    | 2012년    | 2013년    | 2014년    | 2015년    | 2016년    |       |
| 1호선  | 18725     | 18551     | 18669     | 18591     | 18536     | 18554     | 18622     | [ 3 ] |

## 인접한 역
| 부산 도시철도 1호선            | 부산 도시철도 1호선   | 부산 도시철도 1호선 |
| ------------------------------ | --------------------- | ------------------- |
| 133 범어사 다대포해수욕장 방면 | ● 부산 도시철도 1호선 | 시·종착역           |